# Брус, Влодзимеж
Влодзимеж Брус (/bruːs/; польский: [vwoˌd͡ʑimiʂ ˈbrus]; родился, 23 августа 1921 — 31 августа 2007) — экономист и партийный функционер в коммунистической Польше. Он эмигрировал из Польши в 1972 году, после польского политического кризиса 1968 года и отстранения его от власти. Брус провел остаток своей жизни в Великобритании.

## Жизнь и образование
Брус родился в 1921 году, в еврейской семье в Плоцке, в Польской республике. После немецкого вторжения в Польшу в 1939 году, он бежал в советскую оккупационную зону и поселился во Львове. Он продолжил учебу в Университете Иоанна Казимира (ныне Львовский университет), а затем в Ленинградском университете (ныне Санкт-Петербургский государственный университет) в Советском Союзе. Затем он переехал в Саратов, где был преподавателем в Коммунистическим интернационале, а также работал на заводе.
Ближе к концу войны Брус вернулся в Польшу вместе с польской армией, контролируемой советскими войсками, и обнаружил, что его родители и сестра были убиты в концентрационном лагере Треблинка. Он столкнулся со своей молодой еврейской женой Файгой (ныне Хеленой Волинской), которая, как он думал, тоже погибла во время Холокоста. Но к тому времени она уже была замужем за командиром Гвардии Людовой, заместителем министра безопасности Польши и первым комендантом коммунистической гражданской милиции (1945—1949).

## Карьера
После войны Брус стал руководителем пропаганды в коммунистической Польской рабочей партии (ППР). Он также написал докторскую диссертацию по марксистскому закону стоимости, а затем начал преподавать в Варшавском университете. В 1952 году он написал пропагандистский учебник, в котором выразил восхищение работой Иосифа Сталина «Экономические проблемы социализма». Он также атаковал идеи титоизма, Владислава Гомулки, утверждая, что ни один из них не предлагает советский путь к социализму. В 1955 году Брус стал заместителем председателя совета, который должен был консультировать правительство Гомулки по экономическим реформам, но с экономической стабилизацией, последовавшей за Познанским июнем в 1956 году, большинство предложений Совета было проигнорировано. В 1956 году он снова женился на Волинской, которая недавно была уволена с должности военного прокурора по обвинению в нарушении законности в ходе инсценированных судебных процессов над польскими офицерами, которые часто приводили к расстрелам.
В 1961 году была опубликована главная работа Бруса «Общие проблемы функционирования социалистической экономики». В ней он утверждал, что и демократия, и рыночные механизмы являются необходимостью на пути к социализму. В 1965 году он дал показания в защиту Яцека Куроня и Кароля Модзелевского, которых судили за их «открытое письмо к партии» с призывом к демократическим реформам. Он также защищал Лешека Колаковского и Кшиштофа Помяна, когда их исключили из партии, но в 1968 году Бруса исключили самого. С 1968 по 1972 год Брус работал научным сотрудником в Варшавском университете жилищного строительства и не имел права публиковаться под своим настоящим именем. В 1972 году он эмигрировал вместе с Волинской в Великобританию, получив сначала временную должность в Оксфордском колледже Святого Антония, став в конце концов профессором современных российских и восточноевропейских исследований и профессором Вольфсонского колледжа в Оксфорде. В его книге «Socialist Ownership and Political Systems» (1975), по характеристике Кагарлицкого, «говорится, что в процессе социализации общество не может произвести немедленно полного обобществления — по многим причинам, техническим, организационным. Процесс сложный, и в этом процессе формируется посредник в лице бюрократии, которая присваивает себе контроль над процессом, и, в конечном счете, направляет и деформирует сам процесс. И возникает проблема, как преодолеть этого посредника (это если очень упрощенно изложить концепцию Бруса)».
В 1989 году вместе с Казимиром Ласки он опубликовал книгу «От Маркса к рынку», в которой доводы, изложенные в работе Бруса 1961 года, были расширены.
Польская прокуратура выдала европейский ордер на арест его жены Волински 20 ноября 2007 года.
Брус умер 31 августа 2007 года. Могила Влодзимежа Бруса и Хелены Волинской-Брус находятся на кладбище Вулверкот в Оксфорде.

## Сочинения
- Функционирование социалистической экономики // История марксизма. Том 4. Марксизм сегодня. Вып.1. / Пер. с ит. — М.: Прогресс, 1986. — Рассылается по специальному списку